# Ювілейна пам'ятна медаль (Ліхтенштейн)

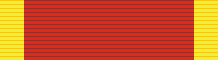
Планка медалі.

Ювілейна пам'ятна медаль (нім. Jubiläums-Erinnerungs-Medaille) — нагорода Ліхтенштейну.

## Історія
Медаль заснував князь Йоганн II 12 листопада 1908 року з нагоди 50-річчя свого правління. Медаль отримали всі державні та військові службовці Ліхтенштейну, а також обрані князем особи.

## Опис
Кругла бронзова медаль. На аверсі зображений повернутий вліво профіль князя з написом JOHANN FÜRST VON LIECHTENSTEIN 1908 (укр. Князь Йоганн Ліхтенштейнський 1908). На реверсі — напис ZUM 50 JÄHRIGEN REGIERUNGS JUBILÄUM (укр. З нагоди 50-річного ювілею правління). медаль носили на трикутній червоній стрічці з жовтими краями.